# Skärgölen (Åtvids socken, Östergötland)
Skärgölen är en sjö i Åtvidabergs kommun i Östergötland och ingår i Storåns huvudavrinningsområde.